# 1,4-Diphenylbutadiin
1,4-Diphenylbutadiin ist eine chemische Verbindung aus der Gruppe der Alkine.

## Gewinnung und Darstellung
1,4-Diphenylbutadiin kann durch Zersetzung des entsprechenden Cuprats hergestellt werden, das durch die Reaktion zwischen Lithiumphenylacetylid und Kupfer(I)-cyanid in Diethyletherlösung bei Raumtemperatur entsteht (Glaser-Kupplung).
Es kann auch aus Phenylethin durch oxidative Dimerisierung in Gegenwart von Kupfer(II)-Ionen gewonnen werden (Eglinton-Kupplung).

## Eigenschaften
1,4-Diphenylbutadiin ist ein weißes bis gelbliches, kristallines, geruchloses Pulver. Es besitzt eine monokline Kristallstruktur mit der Raumgruppe P21/n (Raumgruppen-Nr. 14, Stellung 2). Die Verbindung kann bei erhöhten Temperaturen polymerisieren. Mit Übergangsmetallen bildet es Komplexe, bei denen das Metall über je eine Dreifachbindung koordiniert wird. Somit sind auch Dimere möglich, in denen das Diin als Brückenligand fungiert.